# Skalice u České Lípy
Skalice u České Lípy település Csehországban, Česká Lípa-i járásban. Skalice u České Lípy Okrouhlá, Slunečná, Horní Libchava, Kamenický Šenov, Chotovice, Nový Bor és Česká Lípa településekkel határos. Lakosainak száma 1582 fő (2024. január 1.).

## Népesség
A település lakosságának változását az alábbi diagram mutatja:
| Lakosok száma | 2661 | 3286 | 3009 | 1676 | 1276 | 1423 | 1495 | 1516 | 1524 | 1582 |
|               | 1869 | 1900 | 1921 | 1961 | 1980 | 2011 | 2016 | 2019 | 2021 | 2024 |